# Ravelobemeer
Het Ravelobemeer (Frans: Lac Ravelobe) is een meer in Madagaskar, gelegen in de regio Boeny in het nationaal park Ankarafantsika.
Het meer bevindt zich in het westen van het land, 115 kilometer ten zuiden van Mahajanga en wordt beschouwd als een heilige plaats door de Sakalava. Ze houden nog steeds hun jaarlijkse rituelen en offeren daarbij zeboe's aan de krokodillen. Deze krokodillen zijn heilig voor het volk en worden mampisento genoemd, naar een verhaal ten tijde van koning Andriamisondrotramasinarivo van het Marambitsy-volk tijdens de regeerperiode van Radama I (1810-1828).

## Ravelobe
De Malagassische patriot Ravelobe keerde na de Tweede Wereldoorlog terug naar zijn land maar kwam in onmin met de Franse kolonisten. Hij vormde een groep rebellen in de garafantsy (doornige heuvels) van de regio Ankarafantsika. Van daaruit overvielen ze reizigers en passanten in het gebied.

## Fauna
Het meer is een paradijs voor vogelliefhebbers. Er zijn heel wat endemische vogelsoorten te vinden zoals de Madagaskarzeearend en de Madagaskarreiger. Men ziet er onder meer ook de zwarte ibis, de Afrikaanse slangenhalsvogel, de Madagaskarjacana, de Madagaskarparadijsmonarch en de witwangfluiteend.

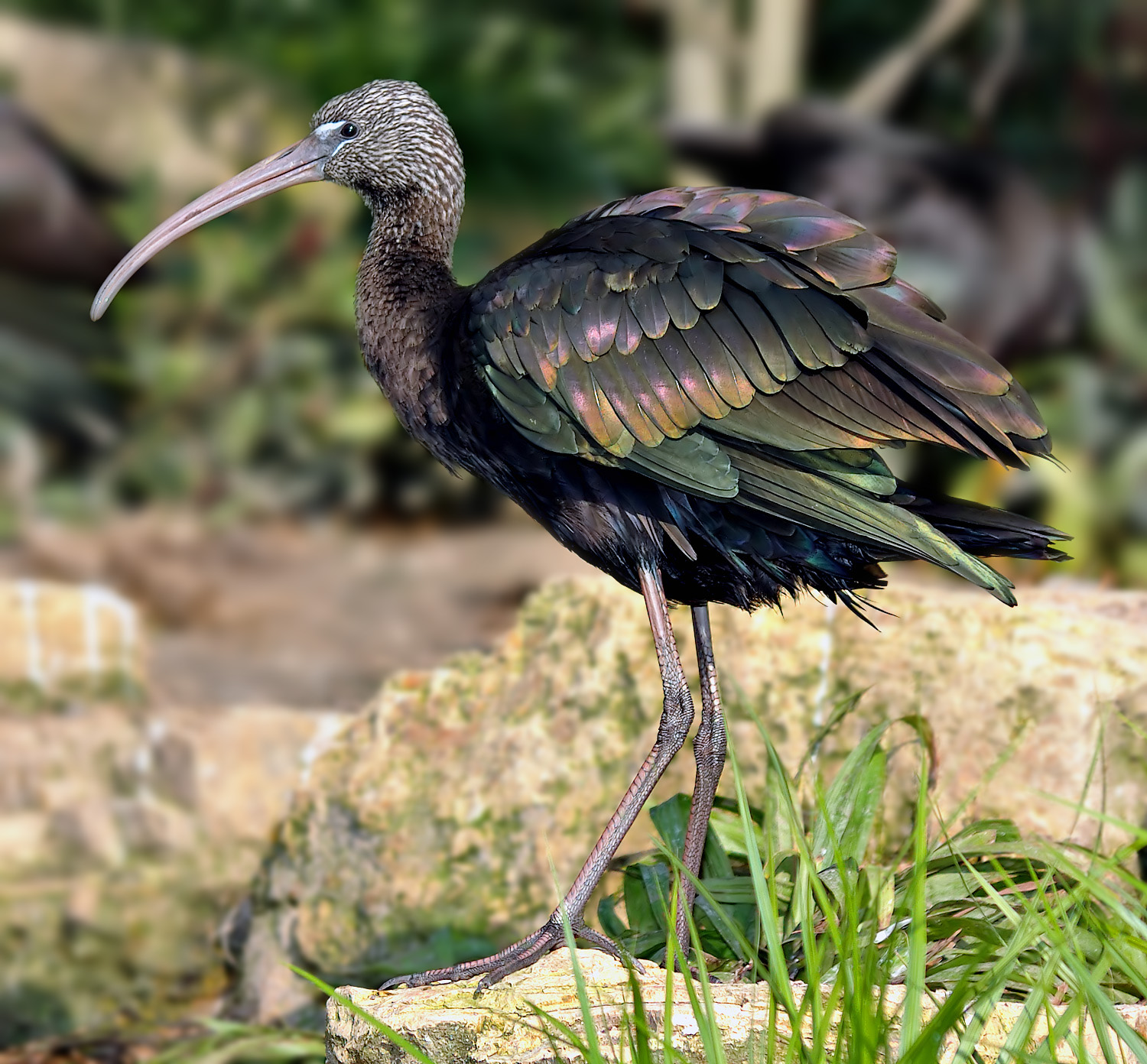
zwarte ibis
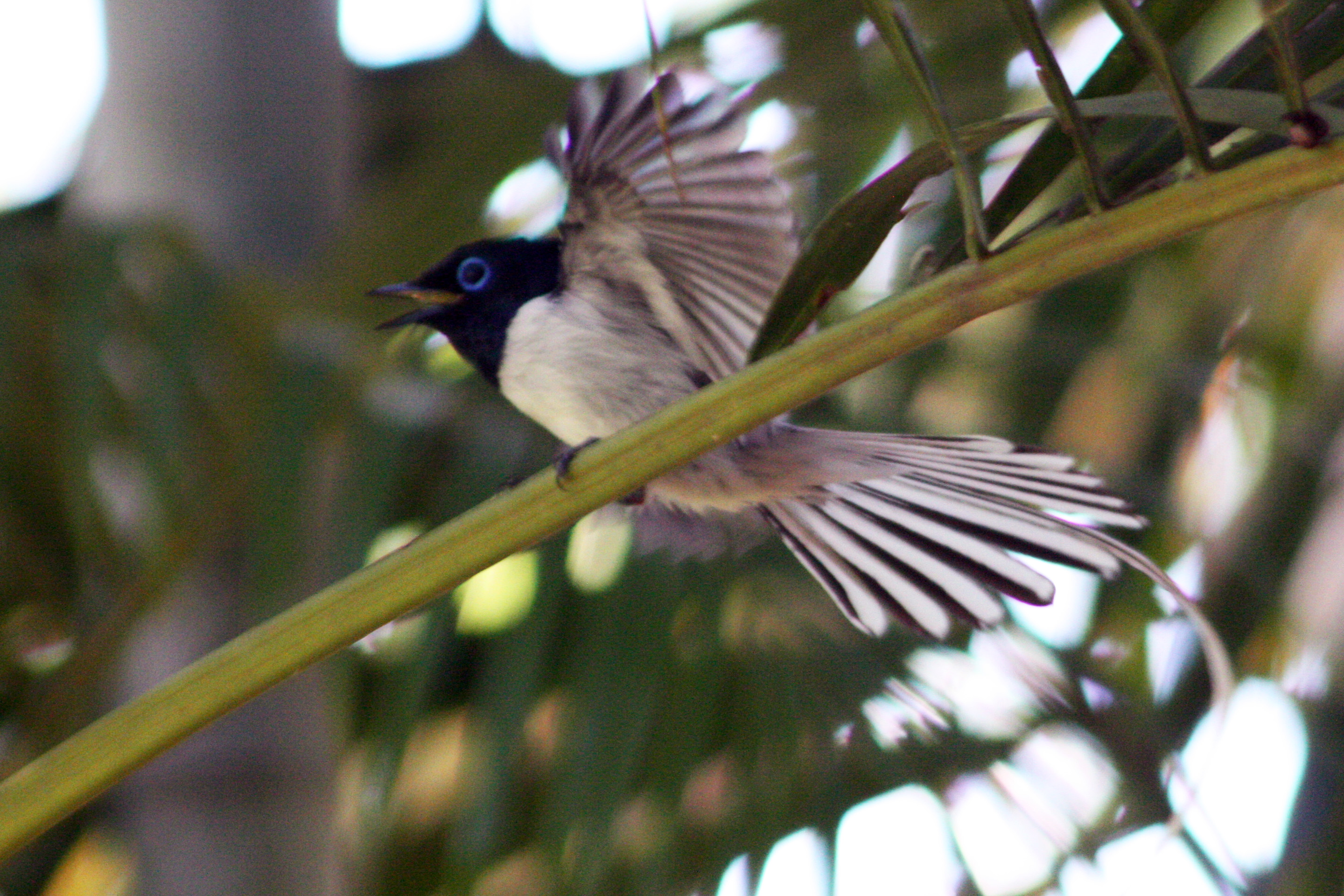
Madagaskarparadijsmonarch
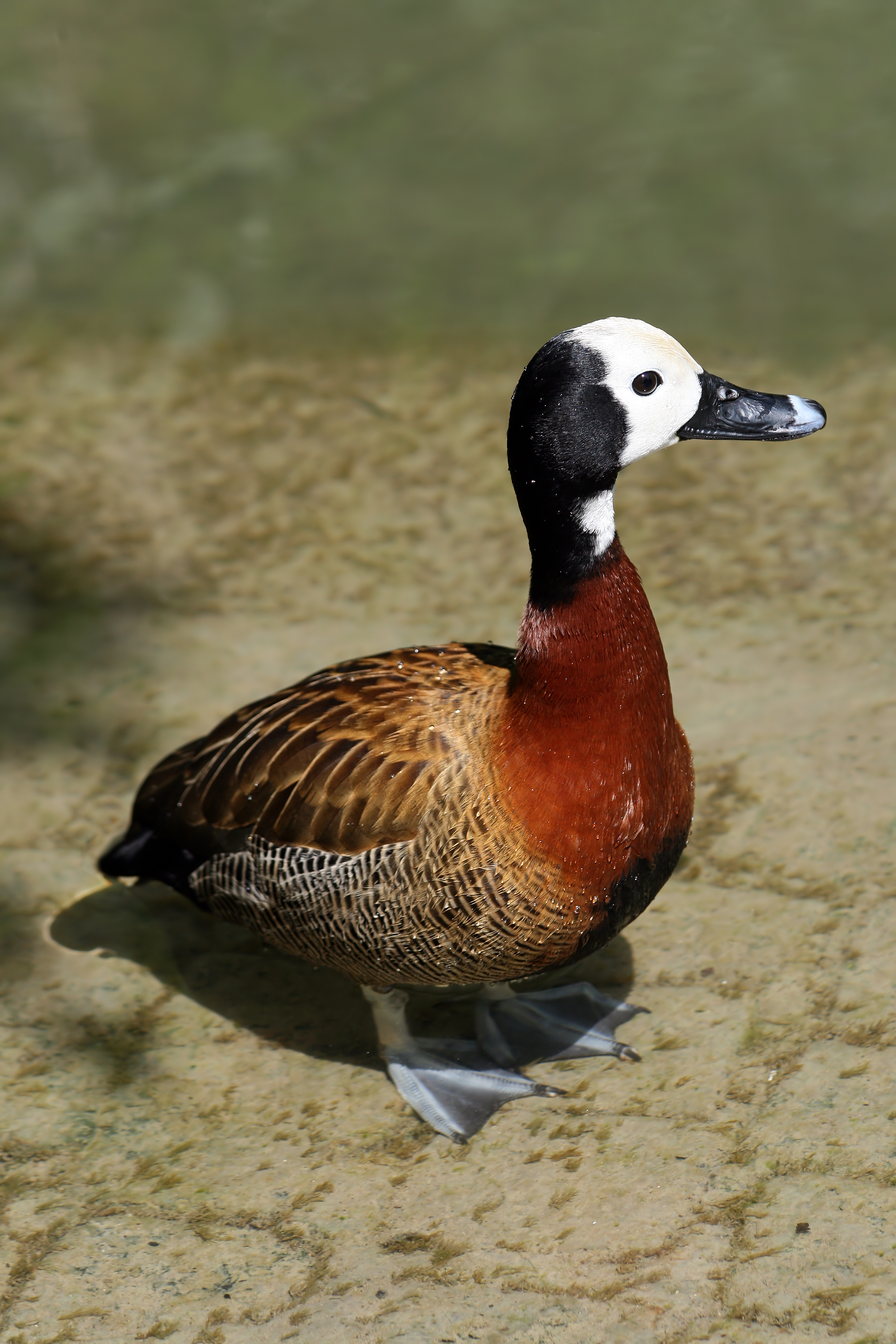
Witwangfluiteend